# Taylor McKessie
Taylor McKessie è un personaggio della saga dei film di High School Musical, interpretato da Monique Coleman.

## Storia
È la presidentessa del Club di chimica e studentessa modello nella East High School ed è fidanzata con Chad Danforth.
Diventa immediatamente la migliore amica di Gabriella Montez aiutandola a rispondere alle critiche di Sharpay Evans. è una ragazza molto sicura di sé, come lo si può constatare nell'ultimo capitolo della saga, quando la Darbus le chiede il suo futuro e lei risponde: "Io vorrò diventare presidentessa degli Stati Uniti. Beh ma prima dovrò finire il college!". Questa affermazione riporta che è una ragazza sicura, ma allo stesso tempo divertente e apprezzata.